# 叶斑八氏蛛
叶斑八氏蛛（学名：Yaginumia sia）为园蛛科八氏蛛属的动物。分布于日本、朝鲜、台湾岛以及中国大陆的山东、江苏、浙江、湖北、湖南、福建、广东、广西、四川、云南、河南、陕西、安徽等地，常生活于灌木丛。该物种的模式产地在日本。